# Super Mario Bros. Filmen
Super Mario Bros. Filmen (engelska: The Super Mario Bros. Movie) är en amerikansk datoranimerad film från 2023, baserad på Nintendos Super Mario-datorspelsserie. Filmen är producerad av Illumination i samproduktion med Nintendo. Den är regisserad av Aaron Horvath och Michael Jelenic, med manus skrivet av Matthew Fogel i huvudrollerna syns bland annat Chris Pratt, Anya Taylor-Joy, Charlie Day, Jack Black, Keegan-Michael Key, Seth Rogen.
Filmen hade biopremiär i Sverige den 5 april 2023, utgiven av Universal Pictures.

## Rollista

### Engelska originalröster
- Chris Pratt – Mario
- Anya Taylor-Joy – Prinsessan Peach
- Charlie Day – Luigi
- Jack Black – Bowser
- Keegan-Michael Key – Toad
- Seth Rogen – Donkey Kong
- Fred Armisen – Cranky Kong
- Kevin Michael Richardson – Kamek
- Sebastian Maniscalco – Foreman Spike[6]
- Charles Martinet – Guiseppi och pappa

### Svenska röster
- Oscar Harryson – Mario
- Joakim Tidermark – Luigi
- Carla Abrahamsen – prinsessan Peach
- Njol Badjie – Toad
- Lawrence Mackrory – Bowser
- Petter Isaksson – Donkey Kong
- Claes Ljungmark – Cranky Kong
- Ivan Mathias Petersson – Kamek
- Ines Kolonej – Lumalee
- Göran Gillinger – Spike
- Anneli Heed – mamma Mario
- Tobias Almborg – pappa Mario
- Charles Martinet – Giuseppe
- Övriga röster – Anders Engdahl, Anna Kyrö, Anna Sequi Falkman, Anton Olofson Raeder, Cecilia Bjerkhede, Charlotte Saka, Christian Hedlund, Douglas Ek, Emma Bliss, Joanna Perera, Johan Kalén, Kristina Nordström Töyrä, Owe Bergsten, Paula Manrique, Petter Forsberg, Terese Ingelson
- Dubbregissör – Robin Rönnbäck
- Översättare – Joakim Tidermark
- Inspelningstekniker – Lars Robin Larsson Asp
- Svensk version producerad av Iyuno[7]

## Produktion

### Utveckling

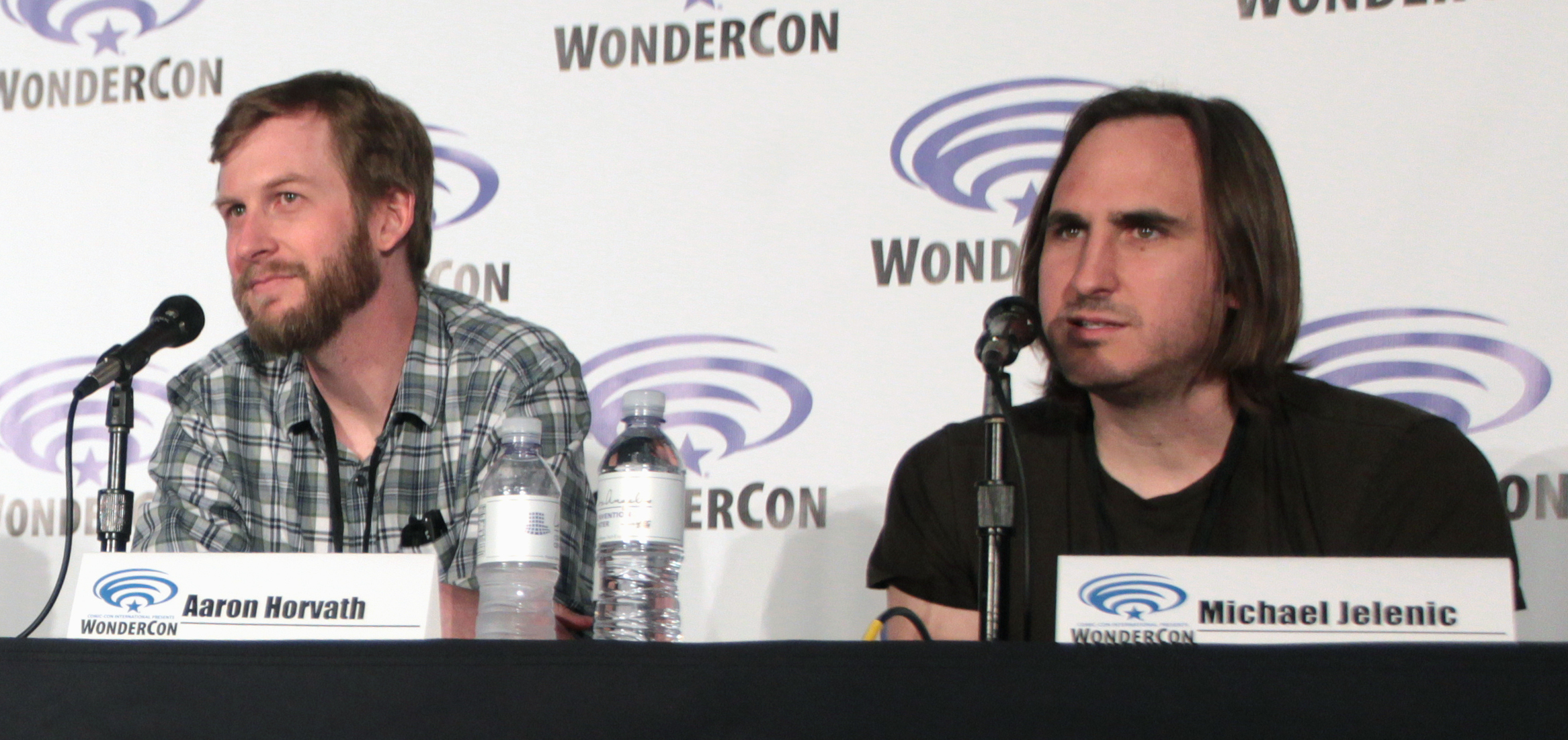
Regissörerna Aaron Horvath och Michael Jelenic

Efter att Super Mario Bros.-filmatiseringen från 1993 underpresterade kommersiellt har det japanska datorspelsföretaget Nintendo dragit sig för att släppa upp för filmatiseringar av sina immateriella rättigheter. Enligt Marios skapare Shigeru Miyamoto har idén om att göra en ny Mario-film kommit från att föra äldre spel till Virtual Console och andra tjänster; dessa övergångar har tagit tid för företaget och Miyamoto erkänner att "vår affärsmodell kan utvecklas ytterligare om vi skulle kunna kombinera vår sedan länge älskad programvara med video och utnyttja dem tillsammans under en längre period". Miyamoto visste att arbetet med att göra en film är väldigt annorlunda från att göra datorspel och ville ha en filmexpert som ledde arbetet.
I november 2014 hackades Sony Pictures, då läcktes e-postmeddelanden mellan producent Avi Arad, studiochef Amy Pascal, TriStar Pictures chef Tom Rothman och Sony Pictures Animations produktionsdirektör Michelle Raimo Kouyate som avslöjade att Sony försökt skaffa sig filmrättigheterna till Mario-franchisen i flera år. I februari och juli 2014 besökte Arad Nintendo i Tokyo för att säkerställa ett kontrakt. I oktober mejlade Arad Pascal och berättade att han rott affären i land med Nintendo. Pascal föreslog att Hotell Transylvanien-regissören Genndy Tartakovsky skulle anställas för att jobba på projektet, medan Kouyate sa hon kunde "tänka sig 3-4 filmer på rak arm" och uttryckte hopp i att "bygga ett Mario-imperium". Men efter att e-postmeddelandena läckts förnekade Arad att ett avtal hade skrivits på och att endast förhandlingarna hade inletts.
Via Nintendos arbete med Universal Parks & Resorts för att skapa Mario-baserade attraktioner för Super Nintendo World träffade Miyamoto Chris Meledandri, grundare av Universal Pictures animationsunderavdelning Illumination. Miyamoto fann att Meledandris kreativa process liknande hans egen och kände att han skulle kunna vara bra ledare för en Mario-filmatisering. De inledde mer seriösa diskussioner 2016 med vetskapen om att ifall det inte kändes bra så kunde de alltid bara avsluta samarbetet. I november 2017 dök rapporter upp om att Nintendo samarbetade med Universal och Illumination för att göra en animerad Mario-film. Nintendos dåvarande direktör Tatsumi Kimishima förtydligade att ett avtal ännu inte hade skrivits under men att ett uttalande snart skulle komma. Kimishima hoppades att om avtalet skrevs under så kunde filmen kunna släppas 2020.
I januari 2018 annonserade Nintendo att filmen var under utveckling med Miyamoto och Meledandri som medproducenter. Meledandri har sagt att filmen har varit en "prioritet" för Illumination och att den förmodligen kommer släppas 2022. Han tillade att Miyamoto kommer vara "framträdande" i produktionen. I januari 2020 meddelade Nintendos direktör Shuntaru Furukawa att filmproduktionen "rullade på bra" med ett planerad släppdatum till 2022. Furukawa sa också att Nintendo kommer äga rättigheterna till filmen och att både Nintendo och Universal kommer finansiera produktionen.
I augusti 2021 framkom det att Aaron Horvath och Michael Jelenic kommer regissera filmen efter att det att en Illuminationsanställds LinkedIn-profil hade listat den kommande filmen i sin lista. Det bekräftades senare att de både kommer regissera filmen tillsammans med Matthew Fogel som manusförfattare.
I september 2022 annonserades på New York Comic Con att en teaser kommer släppas 6 oktober 2022. Kort därefter bekräftade Ed Skudder att han arbetad med manusansvarig på filmen.

## Framtid
I maj 2021 gick Nintendos direktör, Shuntaro Furukawa, ut med att de var intresserade att producera fler animerade filmer ifall Mario filmen blir lyckad bland publiken. I november samma år dök det upp rapporter om att Illumination utvecklade en Donkey Kong-spin-of-film, där Rogen skulle återuppta sin roll. I februari 2022 uttryckte Charlie Day ett intresse för att göra en Luigi's Mansion-film.